# Jakob de Gheyn II.

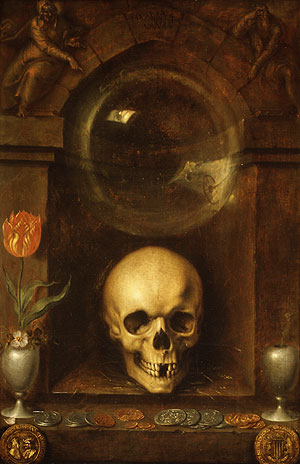
Vanitas, 1603

Jacob de Gheyn II. oder auch Jacques de Gheyn II. genannt (* um 1565 in Antwerpen; † 29. März 1629 in Den Haag) war ein niederländischer Maler und Graveur.

## Leben
De Gheyn wurde zunächst von seinem Vater, dem Glasmaler, Graveur und Zeichner Jacob de Gheyn I. ausgebildet. Im Jahr 1581 zog er nach Haarlem und studierte bei Hendrik Goltzius für fünf Jahre. 1590/91 hielt er sich in Amsterdam auf. Mitte der 1590er Jahre zog er nach Leiden. De Gheyn arbeitete bis 1600 vorwiegend mit Kupferstichen, wandte sich fortan jedoch der Radierung zu. Im Jahr 1605 siedelte er nach Den Haag über und wurde von der niederländischen Krone beauftragt, einen Garten im Buitenhof für Prinz Moritz von Oranien anzulegen; hierbei wurden die ersten künstlichen Grotten in den Niederlanden gebaut. Als der Prinz 1625 starb, arbeitete de Gheyn für dessen Bruder Friedrich Heinrich.
De Gheyn war einer der ersten Niederländer, die Aktbilder, Stillleben und Vanitas-Motive malten. Er fertigte über 1500 Zeichnungen an, unter anderem Landschaften und Tiere. 
De Gheyn ehelichte Eva Stalpaert van der Wiele aus Mechelen im Jahr 1595. Deren Sohn, Jacob de Gheyn III., wurde 1596 geboren und wurde ebenfalls ein Graveur.

## Museale Rezeption
Im Heeresgeschichtlichen Museum in Wien sind in der Dauerausstellung Drehbildständer aufgestellt, die eine große Zahl von Kupferstichen de Gheyns enthalten. Die Stiche entstammen dem Werk „Waffenhandlung von den Röhren, Musquetten und Spiessen“, einer in Den Haag entstandenen Anleitung zur Handhabung der frühen Feuerwaffen. Da der Soldat des 17. Jahrhunderts in der Regel Analphabet war, musste ihm der Umgang mit dem leichten Handrohr, der schweren Muskete und der Pike anhand von Bildern beigebracht werden.

## Bildergalerie

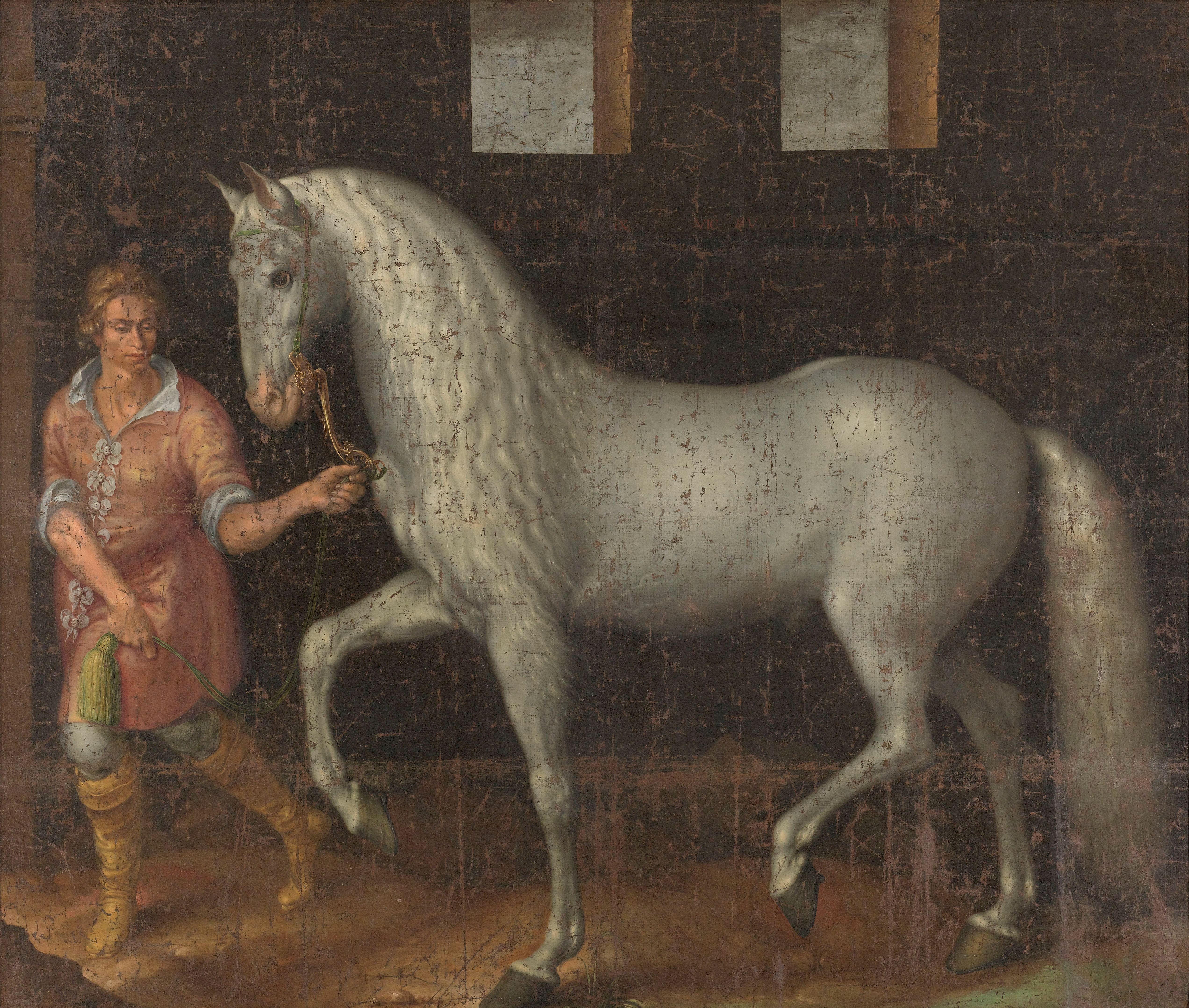
Spanisches Schlachtross, 1603
Venus und Cupido, um 1605/10
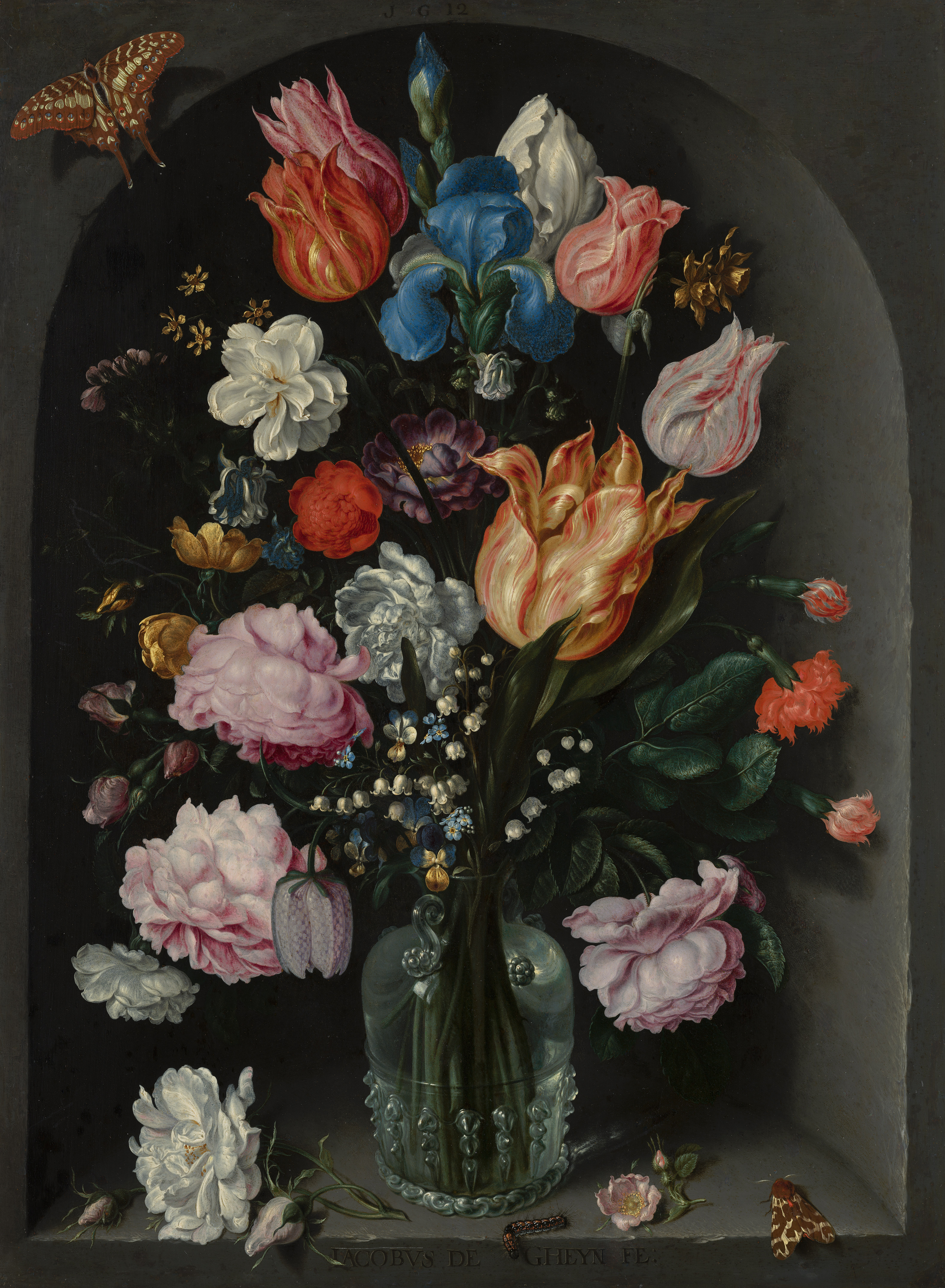
Ein Glas mit Blumen, 1612, Mauritshuis, Den Haag

## Werke (Auszug)
- Neptun und Amphitrite, Öl auf Leinwand, 103,5×137, Wallraf-Richartz-Museum & Fondation Corboud, Köln
- Spanisches Schlachtross, 1603, Öl auf Leinwand, 228×269 cm, Rijksmuseum Amsterdam, Amsterdam
- Vanitas, 1603, Öl auf Holz, 32,5×21,5 cm, Metropolitan Museum of Art, New York
- Venus und Cupid, 1605/10, Öl auf Holz, 132×112 cm, Rijksmuseum Amsterdam, Amsterdam
- Blumenvase mit Vorhang, 1615, Öl auf Holz, Kimbell Art Museum